# Potmess Rocks
Die Potmess Rocks (englisch, sinngemäß für Eintopffelsen) sind eine Gruppe großer Rifffelsen im Archipel der Südlichen Shetlandinseln. Sie liegen 2 km westlich von Heywood Island. Zu ihnen werden auch die Inseln der Gruppe Asses Ears am nördlichen Ende gezählt.
Der Name der Rifffelsen leitet sich von einem Eintopfgericht ab, das Mitgliedern einer hydrographischen Vermessungseinheit der Royal Navy serviert wurde, die zwischen Januar und März 1967 die Felsen kartierten.